# Хосокава, Морихиро
Морихиро Хосокава (яп. 細川 護煕, род. 14 января 1938) — японский политик, занимавший пост Премьер-министра Японии с 9 августа 1993 года по 28 апреля 1994 года.

## Ранние годы
Хосокава родился в 1938 году в Токио в знатной самурайской семье, принадлежащей к высшей аристократии Японии — кадзоку. Его дед по материнской линии, Фумимаро Коноэ, был крупным политиком довоенного времени и занимал пост премьер-министра Японии. После принятия конституции 1947 года, сословное деление в Японии было отменено. Если бы этого не произошло, то Морихиро Хосокава был бы маркизом (яп. косяку). Также его могут иногда именовать маркизом неофициально.
Окончив в 1961 году Университет Софии (Дзёти), Хосокава стал работать журналистом в газете Асахи Симбун. В 1971 году он был избран в нижнюю палату парламента по общенациональному списку Либерально-демократической партии (ЛДП). Оставив в 1983 году работу в Парламенте, Хосокава занял должность губернатора префектуры Кумамото, на которой оставался до 1991 года. В мае 1992 года, заявив, что больше не может оставаться в партии со столь высоким уровнем коррупции, Хосокава покинул ЛДП и основал Новую партию Японии.

## Премьер-министр
На июльских выборах 1993 года ЛДП впервые потеряла большинство в Парламенте. В этой ситуации возникло два варианта: либо коалиция ЛДП с другими партиями, либо широкая коалиция всех партий, включая самые мелкие, но без ЛДП. Попытки либерал-демократов договориться о формировании коалиции не принесли результатов, и на заседании нижней палаты парламента 6 августа 1993 года победу одержала оппозиционная коалиция, состоящая из семи партий и одного политического объединения. Морихиро Хосокава, глава Новой партии, был избран новым премьер-министром.
Хосокава в целом сохранил преемственность японской внешней политики, однако в некоторых вопросах всё же были расставлены новые акценты. Так, в своей речи 15 августа 1993 года на ежегодной церемонии, посвящённой окончанию Второй мировой войны, он впервые признал военные действия Японии агрессией.

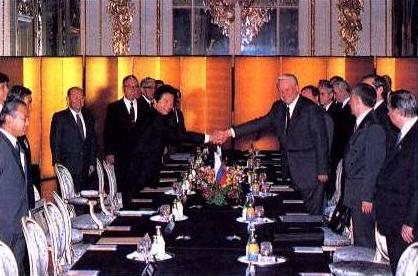

В октябре 1993 года Хосокава встретился с президентом России Борисом Ельциным, в результате чего сторонами была подписана Токийская декларация, подразумевающую возможность ведения переговоров о передаче Японии четырёх Курильских островов. 19 марта 1994 года Хосокава посетил Китай: правительства двух стран подписали соглашение о защите окружающей среды.
Серьёзной слабостью кабинета Хосокавы было отсутствие основательной политической базы, а также широкий состав коалиции. По многим важнейшим вопросам приходилось постоянно искать компромиссы. Наиболее важными из них были либерализация рынка риса в Японии, реформа избирательной системы, а также повышение потребительского налога. Именно попытка повышения налога стала толчком к отставке правительства Хосокавы. Ситуацию усугубила всплывшая история о получении им незаконных ссуд в 1980-е годы. В апреле 1994 года он вынужден был уйти в отставку. На посту премьера его сменил Цутому Хата.

## Поздние годы
В 1996 году Хосокава вступил в Партию новых рубежей, а в 1998 перешёл в Демократическую партию. В мае того же года он оставил политику.
Выйдя на пенсию, он занялся изготовлением керамических изделий и стал проводить выставки со своими работами. Также сегодня он является советником в газете The Japan Times.